# Битва при Хунзахе
Битва при Хунзахе состоялась в 1830 году и была неудачной попыткой Гази-Мухаммад захватить Хунзах — столицу Аварского ханства — во время Кавказской войны.

## Битва
В конце 1829 года Гази-Мухаммад начал проповедовать священную войну против Российской империи и был объявлен имамом. Его попытка создать теократическое государство вступила в противоречие с Аварским ханством, так как оно было зависимо от России. Гази-Мухаммад обосновался в Гимрах в 25 км к северо-востоку от Хунзаха. 4 февраля 1830 года Гази-Мухаммад собрал около 3000 человек и двинулся на Анди в 50 километрах к западу от Гимры. С их поддержкой он двинулся в Хунзах в 45 километрах к юго-востоку, прибыв туда через десять дней 14 февраля. Хунзах в это время имел свыше 700 домов, стены, оборонительные башни и управлялся Баху-Бике, вдовой покойного хана Ахмад-хана Тарковского. Гази-Мухаммад двинулся вперёд, ведя одну колонну, а Шамиль — другую. Впечатлённые численностью противника, защитники Хунзаха начали отступать. По преданию, Баху-Бике внезапно появилась перед ними и сказала:
«Аварцы, вы недостойны носить оружие. Если вы боитесь, отдайте свои мечи нам, женщинам, и укройтесь за нашими одеждами»
Ханское ополчение победило, Гази-Мухаммад отступил с потерями убитыми в 200 человек, множеством раненых, аварцы захватили 60 пленных. Хаджи-Мурат собрал знамёна противника и отправил их в Тифлис в доказательство верности Аварии России. Гази-Мухаммад отступил и вскоре основал новую базу в лесах около местности Чумкескент в 20 км к востоку от Гимры.

## Последствия
Гази-Мухаммад был убит в бою два года спустя. В 1834 году следующий имам Гамзат-бек захватил Хунзах, обезглавил Баху-Бике и убил большую часть ханской семьи. Через месяц он был убит Хаджи-Муратом в отместку.